# Asclepias woodsoniana
Asclepias woodsoniana är en oleanderväxtart som beskrevs av Standley och Steyerm.. Asclepias woodsoniana ingår i släktet sidenörter, och familjen oleanderväxter. Inga underarter finns listade i Catalogue of Life.